# Litoria peronii
Espèce
Synonymes
- Dendrohyas peronii Tschudi, 1838

Statut de conservation UICN

 LC  : Préoccupation mineure
Litoria peronii est une espèce d'amphibiens de la famille des Pelodryadidae.

## Répartition

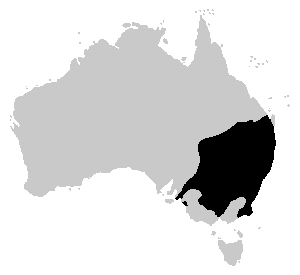
Distribution de Litoria peronii

Cette espèce est endémique d'Australie. Elle se rencontre, :
- au Queensland au Sud de la Mary River y compris sur l'île Stradbroke-Nord ;
- dans la Nouvelle-Galles du Sud ;
- dans l'État de Victoria ;
- dans le Sud-Est de l'Australie-Méridionale.

## Description

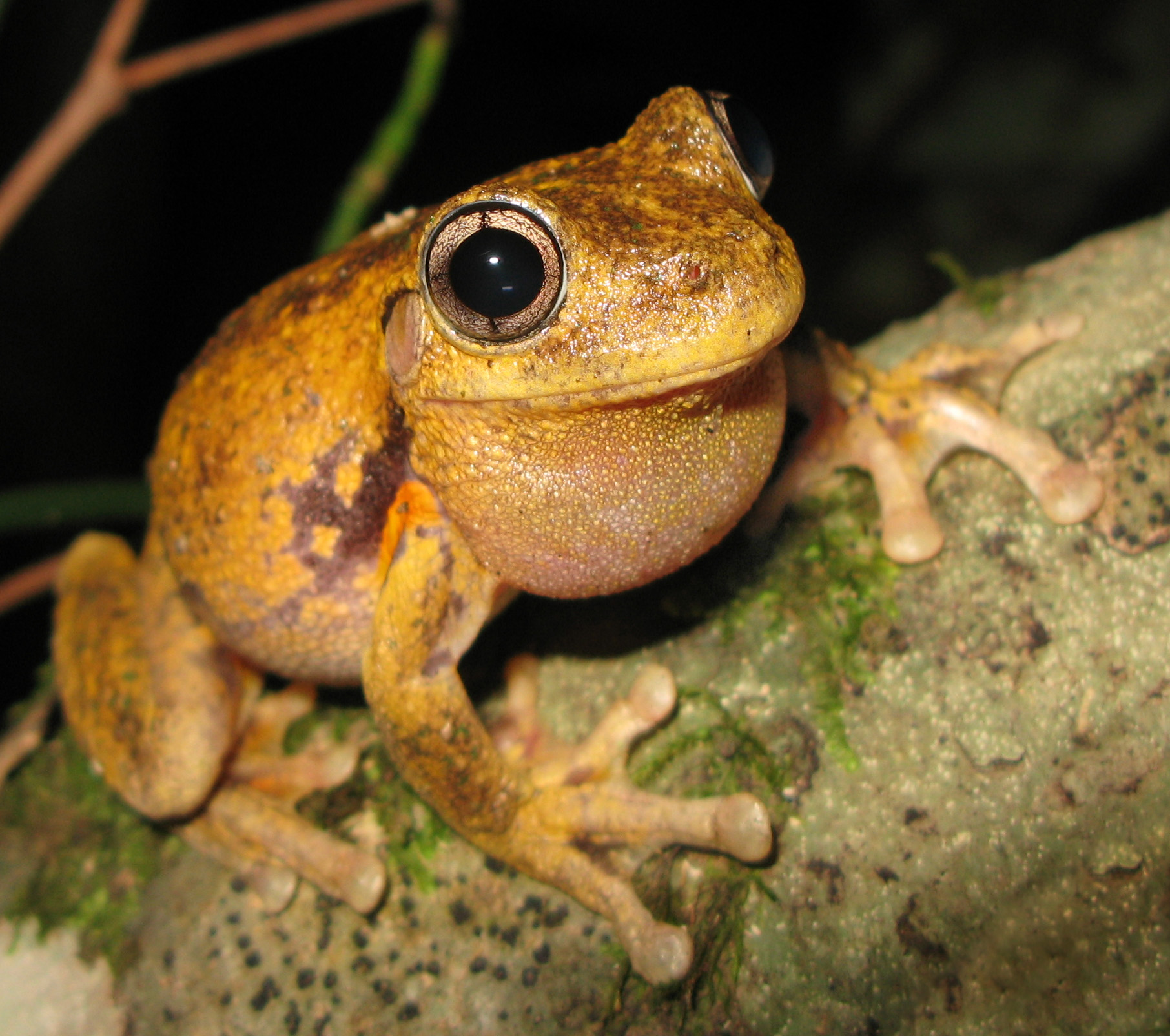
Litoria peronii

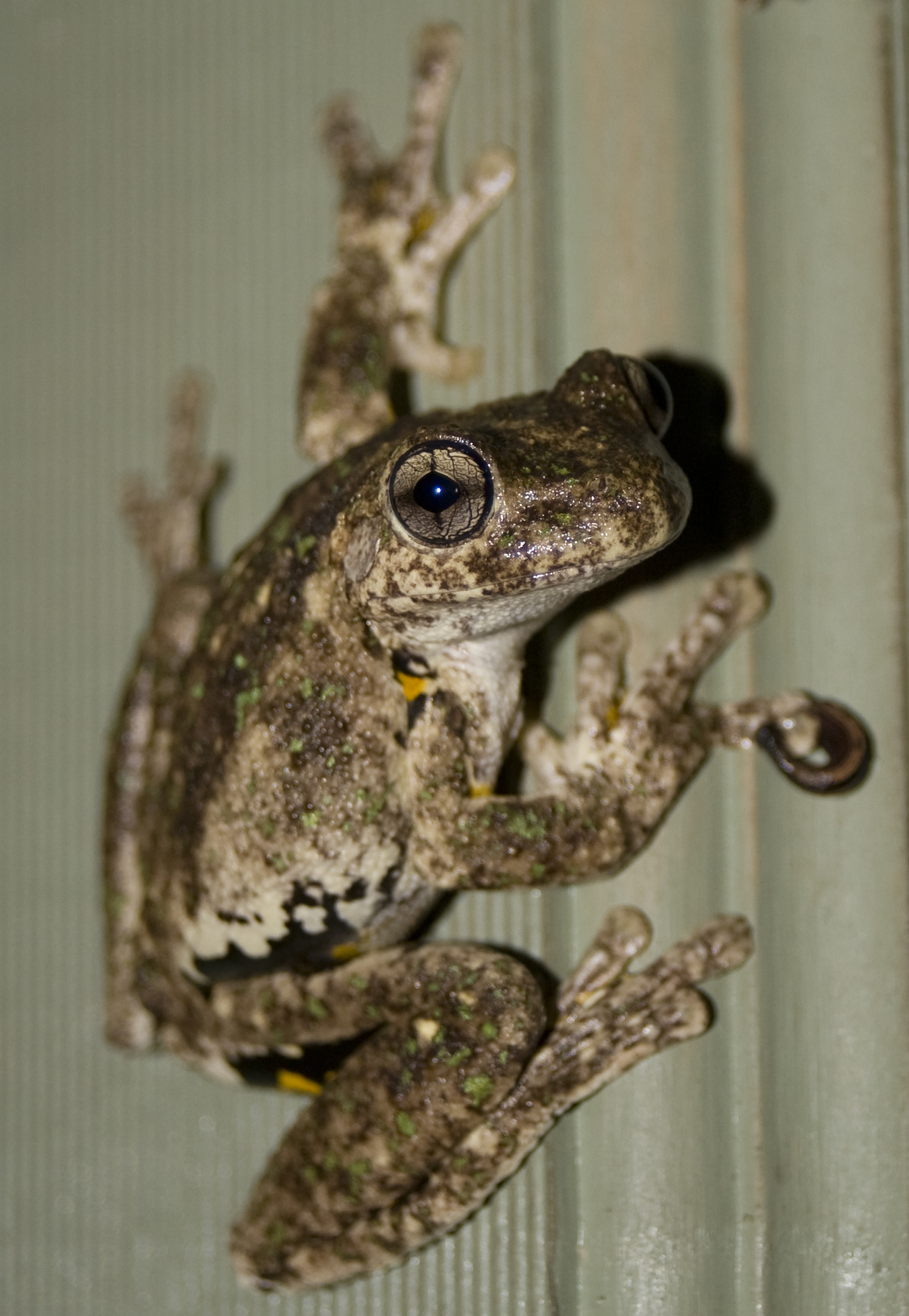
Litoria peronii

Les mâles mesurent de 44 à 53 mm et les femelles de 46 à 65 mm.

## Étymologie
Cette espèce est nommée en l'honneur de François Péron.

## Publication originale
- Tschudi, 1838 : Classification der Batrachier, mit Berucksichtigung der fossilen Thiere dieser Abtheilung der Reptilien. p. 1-99 (texte intégral).